# 瑟切爾鄉 (馬拉穆列什縣)

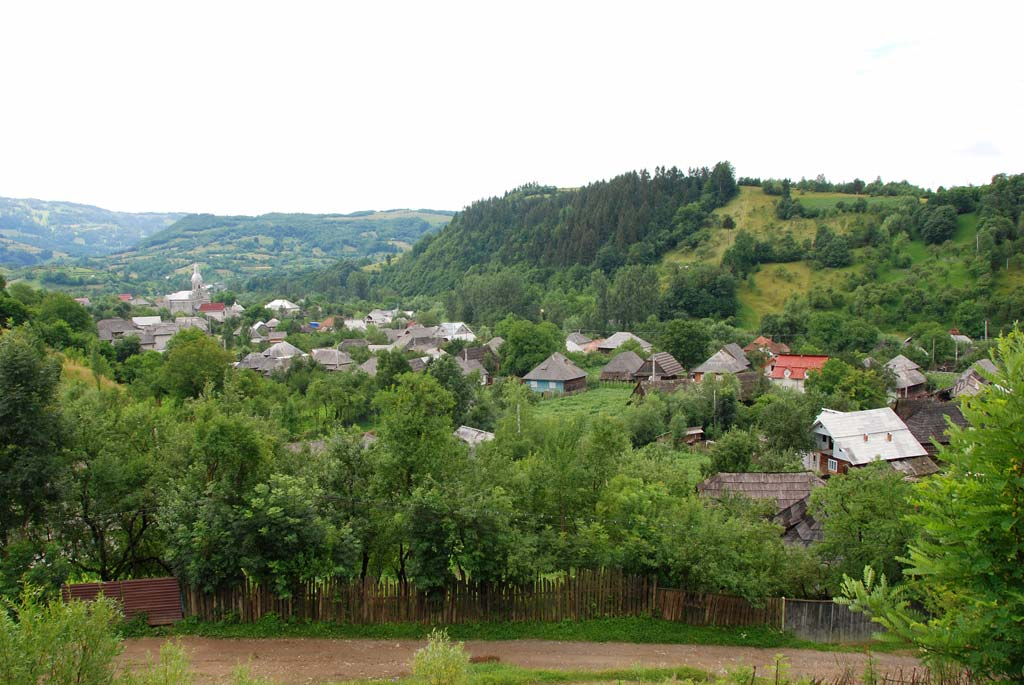

47°38′42″N 24°23′42″E / 47.64500°N 24.39500°E
瑟切爾鄉（羅馬尼亞語：Comuna Săcel, Maramureș），是羅馬尼亞的鄉份，位於該國西北部，由馬拉穆列什縣負責管轄，面積80平方公里，海拔高度400米，2007年人口3,641，人口密度每平方公里46人。